# Dreibrüdersee
Der Dreibrüdersee ist ein Bergsee im Toten Gebirge in der Steiermark in Österreich.

## Geographie
Der See liegt auf 1643 m ü. A. Seehöhe in einem Kar östlich unterhalb der Dreibrüderkogel (1923 m, 1924 m & 1923 m), von denen sich auch sein Name ableitet, und westlich des Salzofen (2070 m). Der See wird aus unterirdischen Zuflüssen gespeist und hat eine Länge von etwa 100 Metern in west-östlicher Richtung bei einer Breite von maximal etwa 120 Metern. Etwa einen Kilometer südlich liegt der größere Vordere Lahngangsee.
Der Dreibrüdersee ist ein (oberflächlich) abflussloser Trogsee und entwässert wie der Elmsee vermutlich unterirdisch in die Lahngangseen und von dort wiederum unterirdisch über Vorder- und Hinterbach in den Toplitzsee.

## Flora und Vegetation
Am Ufer eher flach abfallenden Ufer wächst randlich in 0,5–1,5 Meter Tiefe häufig der Gebirgs-Haarblatt-Wasserhahnenfuß (Ranunculus trichophyllus ssp. lutulentus). häufig, daran anschließend in rund 1,5 bis 3 Meter Tiefe ein lockerer Gürtel der Gewöhnliche Armleuchteralge (Chara vulgaris).